# Capacitat jurídica
La capacitat jurídica o capacitat legal és, en el vocabulari jurídic, l'aptitud per a ser titular de drets i obligacions; d'exercitar els primers i contreure els segons de forma personal i comparèixer a judici per propi dret.
Aquesta capacitat s'obté des del néixer i no es perd mai en vida.
La impossibilitat d'exercir o gaudir de la capacitat legal es coneix com a incapacitat.